# لحوي
لِحْوي أو هيبينية (الاسم العلمي: Hypena)، جنس حشرات عثية من فصيلة الأربوسية. وقد وصفها فرانز فون بولا شرانك لأول مرة في عام 1802. الاسم العلمي من اليونانية القديمة «هيبينا» وتعني «لحية» في إشارة إلى الملمس البارز في الفك.